# Attilio Regolo (Metastasio)
L'Attilio Regolo è un melodramma composto dal compositore Johann Adolf Hasse, su libretto di Pietro Metastasio, che lo scrisse tra il 1738 e il 1740.

## Storia
Scritto, sotto la commissione dell'Imperatrice Elisabetta, in onore dell'imperatore d'Austria Carlo VI, non poté andare in scena in quell'anno a causa della morte improvvisa del sovrano. La prima rappresentazione dell'opera, con le musiche di Johann Adolf Hasse, avvenne quindi solo dieci anni più tardi, nel carnevale del 1750, alla corte di Dresda, a richiesta d'Augusto III, re di Polonia. L'opera andò in scena con successo.
L'argomento è tratto da fonti classiche e, in particolare, dalla tragedia omonima di Jacques Pradon; il melodramma venne scelto per una rappresentazione popolare a Roma al teatro Alibert durante la Repubblica Romana del 1799.

## Trama

### Atto primo
Attilio Regolo è prigioniero dei cartaginesi da cinque anni, e la figlia Attilia è disposta a tutto pur di ottenerne la liberazione. Contro il volere di Licinio, tribuno della plebe invaghitosi di lei, Attilia chiede al console Manlio di inviare un prigioniero in sostituzione di Regolo o di pagare un riscatto. Manlio, però, non intende accettare, perché in questo modo scenderebbe a patti con il nemico. Poco dopo Barce, schiava di Publio, porta la notizia che l'ambasciatore cartaginese Amilcare è giunto a Roma assieme a Regolo. Publio, fratello di Attilia, ama Barce, trattata con amorevolezza nonostante le catene, ma quest'ultima è innamorata di Amilcare.
Nel tempio di Bellona il Senato si riunisce per ascoltare dalla voce di Regolo le proposte dei cartaginesi: essi sono disposti a stringere la pace se Roma lascerà loro i territori di cui sono in possesso o, in alternativa, libereranno Regolo se verrà offerto un altro prigioniero al posto suo, mentre in caso contrario dovrà essere riconsegnato ai nemici. Regolo, fedele ai principi della sua patria, sconsiglia l'una e l'altra soluzione, convinto che Roma possa prevalere su Cartagine senza scendere a compromessi. Inoltre ha dato la sua parola, che ritiene sacra: se i cartaginesi non otterranno quanto chiedono, tornerà con loro nell'Africa settentrionale. A nulla valgono le suppliche di Attilia, Publio e lo stesso Manlio: Regolo è irremovibile.

### Atto secondo
Regolo respinge prima le premure di Publio, poi quelle di Manlio, suo antico rivale che ora lo ammira come fosse un dio e vorrebbe salvarlo. A entrambi Regolo spiega che dovere del romano è prodigarsi per il bene della patria, noncurante della sua vita. Per questo rimprovera con sdegno Attilia e Licinio, quando affermano di aver chiamato da parte i senatori, animandoli a chiederne la liberazione. 
Regolo teme che il Senato non accetti il suo volere, ma sussulta di gioia quando il figlio gli comunica, affranto, il rifiuto opposto dai senatori alle proposte cartaginesi. Regolo avverte il trionfo della virtù e anche Publio, di fronte a un simile esempio, si schiera in favore del padre. Attilia non riesce tuttavia a vincere la sua disperazione, mentre Barce e Amilcare, consci di doversi separare se Regolo torna in Africa, sono convinti di veder sfumare il loro sogno d'amore. Publio allora libera la sua schiava consentendole di partire con Amilcare.

### Atto terzo
Regolo si appresta a partire in tutta fretta e chiede a Manlio il favore di occuparsi dell'educazione di Publio e Attilia. Publio giunge improvvisamente, avvisando che il popolo è in tumulto perché Regolo resti a Roma; si attende il responso del collegio degli auguri. Regolo non intende dipendere dagli auguri né dal popolo, ma dal semplice onore romano, che gli impone di anteporre il bene della patria a quello personale, e continua imperterrito a voler salpare verso Cartagine, sprona Publio ad aiutarlo e rifiuta la proposta di aiuto di Amilcare il quale, riunito a Barce grazie a Publio, vorrebbe ricompensare il suo benefattore salvandogli il padre.
Gli auguri si pronunciano a favore della libertà di Regolo, lasciandogli decidere se partire o restare, il popolo è unanime nel desiderare la salvezza dell'eroe ma questi, senza la minima esitazione, sceglie di tornare a Cartagine. Il solo Manlio cerca di convincere il popolo ad assecondare il suo desiderio, finché anche la figlia Attilia, pur straziata dal dolore, al pari di Publio ammira e accetta la virtù paterna. 
Il popolo si reca alle navi per impedire la partenza di Regolo; Manlio tenta di far sgomberare la via mentre Licinio incita il popolo a far valere la sua voce e la sacralità del suo volere. Quando però giunge Regolo le sue parole, che spronano a imitare le virtù dei padri, placano la resistenza popolare. Regolo parte con Amilcare e Barce alla volta di Cartagine.

## Stesso soggetto di altri compositori
- Nicola Jommelli, Roma, 1753
- Carlo Monza, 1777, non rappresentato
- Luigi Guido Beltrami, Verona, 1797